# Halieutiques (Oppien)
Pour les articles homonymes, voir Halieutique (homonymie).
Les Halieutiques est un poème didactique d’Oppien de Corycos (IIe siècle) qui comprend 3506 vers.
Les deux premiers chants décrivent les poissons et les trois chants suivants sont sur l'art de la pêche. Il y décrit 16 mollusques, 7 crustacés, 2 vers, 2 échinodermes, 1 porifère ainsi que 122 poissons, 5 mammifères et 1 reptile.